# May Allison
May Allison (ur. 14 czerwca 1890 w Rising Fawn, zm. 27 marca 1989 w Bratenahl) – amerykańska aktorka filmów niemych.

## Filmografia
- 1927: Telegrafistka jako Grace Robinson
- 1927: One Increasing Purpose jako Linda Travers Paris
- 1926: Men of Steel jako Clare Pitt
- 1926: Greater Glory, The jako Corinne
- 1925: I Want My Man jako Lael
- 1925: Wreckage jako Rene
- 1924: Młodość na sprzedaż jako Molly Malloy
- 1924: Flapper Wives jako Claudia Bigelow
- 1923: Broad Road, The jako Mary Ellen Haley
- 1922: Woman Who Fooled Herself, The
- 1921: Ekstrawagancja jako Nancy Vane
- 1921: Wielka gra jako Eleanor Winthrop
- 1920: Cheater, The jako Lilly Meany / Vashti Dethic
- 1920: Held In Trust jako Lilly Meany / Vashti Dethic
- 1920: Walk-Offs, The jako Kathleen Rutherford
- 1919: Castles in the Air jako Fortuna Donnelly
- 1919: Island of Intrigue, The jako Maida Waring
- 1919: Fair and Warmer jako Laura Bartlett
- 1919: Uplifters, The jako Hortense Troutt
- 1918: Zwycięstwo Beatrycze jako Beatrice Buckley
- 1918: Social Hypocrites jako Leonore Fielding
- 1918: Successful Adventure, A jako Virginia Houston
- 1918: Her Inspiration jako Kate Kendall
- 1917: Obietnica jako Ethel Manton
- 1917: Ukryte dzieci jako Lois de Contrecoeur
- 1916: River of Romance, The jako Rosalind Chalmers
- 1916: Powrót jako Patta Heberton
- 1916: Life's Blind Alley jako Helen Keating
- 1916: Mister 44 jako Sadie Hicks
- 1916: Pidgin Island jako Diana Wynne
- 1915: David Harum jako Mary Blake
- 1915: A był on głupcem/Był sobie głupiec jako Siostra żony
- 1915: Governor's Lady, The jako Katherine Strickland
- 1915: Koniec drogi jako Grace Wilson